# San Juan Atitán
San Juan Atitán (San Juan: en honor a San Juan Bautista. Atitán: significa "Cerca del agua") es un municipio del departamento de Huehuetenango de la región nor-occidente de la República de Guatemala.

## Toponimia
Muchos de los nombres de los municipios y poblados de Guatemala constan de dos partes: el nombre del santo católico que se venera el día en que fueron fundados y una descripción con raíz náhuatl; esto se debe a que las tropas que invadieron la región en la década de 1520 al mando de Pedro de Alvarado estaban compuestas por soldados españoles y por indígenas tlaxcaltecas y cholultecas.
Así pues, el significado de la palabra «Atitán», deriva etimológicamente de la lengua náhuatl y es un topónimo aglutinado que se estructura en la siguiente forma:
- «Atl»: «agua»
- «itan»: «cerca de»

La palabra «Atl» (español: «agua»), pierde su terminación «tl» para unirse con la palabra «titlan» (español: «entre»); por lo tanto, la palabra «Atitán» se traduce como: «cerca del agua».

## Demografía
El municipio tiene, en 2022, una población aproximada de 26 031 habitantes según proyecciones basadas en el censo de población del año 2018 con una densidad de 407 personas por kilómetro cuadrado. Existe una población superior de población indígena representando el 99.70 % de la población total y el 0.30 % es de gente ladina.

## Geografía física
El municipio de San Juan Atitán tiene una extensión territorial de 64 km².

### División administrativa
El municipio de San Juan Atitán, está integrado por siete aldeas y once caseríos.
| División | Listado |
| -------- | --- |
| Aldeas   | 1. Santa Isabel - Tzaq Laj 2. Checoche - Txe' Qotx' 3. Tuiscap - Twitz Kab' 4. Tuiscacal - Twitz Sq'aq'l 5. Tuismache - Twitz Ma'tx 6. Cojtón - K'ojton 7. Tuispichon - Twitz Ptxon                         |
| Caserios | 1. Nuevo San Juan - Ak'j Tnam 2. Tuj Txun 3. Tuj Tzaj 4. El cementerio - Tib'j Komsant 5. Saq Apj 6. Q'an txum 7. Sacchilaj - Saq Ch'alaj 8. Tuichuna - Twi' Chu'n 9. Tajlajchew 10. Saq Ch'im 11. Tui' Xin |

### Hidrología
El municipio de San Juan Atitán se diferencia de otros municipios cercanos por poseer agua en abundancia, al punto que se le ha llamado la madre de los pueblos porque municipios como San Rafael Pétzal, Colotenango, Santa Bárbara, entre otros, llevan proyectos de agua potable a sus comunidades desde San Juan Atitán.

### Ubicación geográfica
Se encuentra a una distancia de 36 km de la cabecera departamental Huehuetenango y a 288 km de la ciudad de Guatemala. Además, está rodeado de municipios del departamento de Huehuetenango.
|                                    | Norte: Todos Santos Cuchumatán, |                                            |
| Oeste: San Sebastián Huehuetenango |                                 | Este: Santiago Chimaltenango y Colotenango |
|                                    | Sur: San Rafael Petzal.         |                                            |

## Gobierno municipal
Los municipios se encuentran regulados en diversas leyes de la República, que establecen su forma de organización, lo relativo a la conformación de sus órganos administrativos, tributos destinados para los mismos; esta legislación se encuentra dispersa en diversos niveles.  Ahora bien, que exista legislación específica para los municipios no significa que a estos no les sean aplicables las normas contenidas en otros cuerpos normativos, pues aunque se trata de entidades autónomas, las mismas se encuentran sujetas, al igual que todas las entidades de tal naturaleza, a la legislación nacional.
Específicamente, las principales leyes que rigen a los municipios en Guatemala desde 1985 son:
| N.º | Ley                                                | Descripción |
| --- | -------------------------------------------------- | --- |
| 1   | Constitución Política de la República de Guatemala | Le son aplicables diversos artículos generales de la misma, y además tiene una regulación legal específica en los artículos 253 al 262, que constituyen su base constitucional.                                                                                            |
| 2   | Ley Electoral y de Partidos Políticos              | Ley de carácter constitucional creada por la Asamblea Nacional Constituyente que aplicable a los municipios en diversos aspectos pero fundamentalmente en el tema de la conformación de sus autoridades electas, puesto que regula la manera en que se eligen y conforman. |
| 3   | Código Municipal                                   | Decreto 12-2002 del Congreso de la República de Guatemala. Tiene la categoría de ley ordinaria y contiene preceptos generales aplicables a todos los municipios, e inclusive contiene legislación referente a la creación de los municipios.                               |
| 4   | Ley de Servicio Municipal                          | Decreto 1-87 del Congreso de la República de Guatemala. Regula las relaciones entra la municipalidad y los servidores públicos en materia laboral. Tiene su base constitucional en el artículo 262 de la constitución que ordena la emisión de la misma.                   |
| 5   | Ley General de Descentralización                   | Decreto 14-2002 del Congreso de la República de Guatemala. Regula el deber constitucional del Estado, y por ende del municipio, de promover y aplicar la descentralización y desconcentración económica y administrativa.                                                  |

El gobierno de los municipios de Guatemala está a cargo de un Concejo Municipal, de conformidad con el artículo 254 de la Constitución Política de la República de Guatemala, que establece que «el gobierno municipal será ejercido por un concejo municipal». A su vez, el código municipal —que tiene carácter de ley ordinaria y contiene disposiciones que se aplican a todos los municipios de Guatemala— establece en su artículo 9 que «el concejo municipal es el órgano colegiado superior de deliberación y de decisión de los asuntos municipales […] y tiene su sede en la circunscripción de la cabecera municipal». Por último, el artículo 33 del mencionado código establece que «[le] corresponde con exclusividad al concejo municipal el ejercicio del gobierno del municipio».
El concejo municipal se integra de conformidad con lo que establece la Constitución en su artículo 254, es decir «se integra con el alcalde, los síndicos y concejales, electos directamente por sufragio universal y secreto para un período de cuatro años, pudiendo ser reelectos». Al respecto, el código municipal en el artículo 9 establece «que se integra por el alcalde, los síndicos y los concejales, todos electos directa y popularmente en cada municipio de conformidad con la ley de la materia».
Los alcaldes que ha habido en el municipio son:
- 2012-2016: Lorenzo García Martín[11]

## Historia
El poblado donde se asienta San Juan Atitán ya existía mucho antes de la época colonial. El cronista Francisco Antonio de Fuentes y Guzmán menciona en su obra Recordación Florida el aspecto terrestre del municipio mencionando lo siguiente:
«...más entrañado que otro alguno en la aspereza de la sierra», dando a entender que la naturaleza de la región es escarpada y pedregosa. También menciona que en el mes de septiembre de 1692 hubo un incidente geológico en donde los pobladores salieron afectados.

### Tras la Independencia de Centroamérica
Tras la Independencia de Centroamérica, la constitución política del Estado de Guatemala decretada el 11 de octubre de 1825 dividió al Estado en once distritos para la impartición de justicia; de esta cuenta, San Juan Atitán estuvo en el circuito de Huehuetenango en el distrito N.º 9 (Totonicapán) junto con Huehuetenango, Nectá y Usumacinta, Aguacatán, Chalchitán, la Cordillera, Moscoso, Todos Santos, San Martín, el Trapichillo, Guaylá, Colotenango, San Ildefonso Ixtahuacán, Ichil, Santa Bárbara, Malacatán, San Ramón, San Lorenzo, Santa Isabel, San Sebastián, Chiantla y Santiago Chimaltenango.

### El efímero Estado de Los Altos

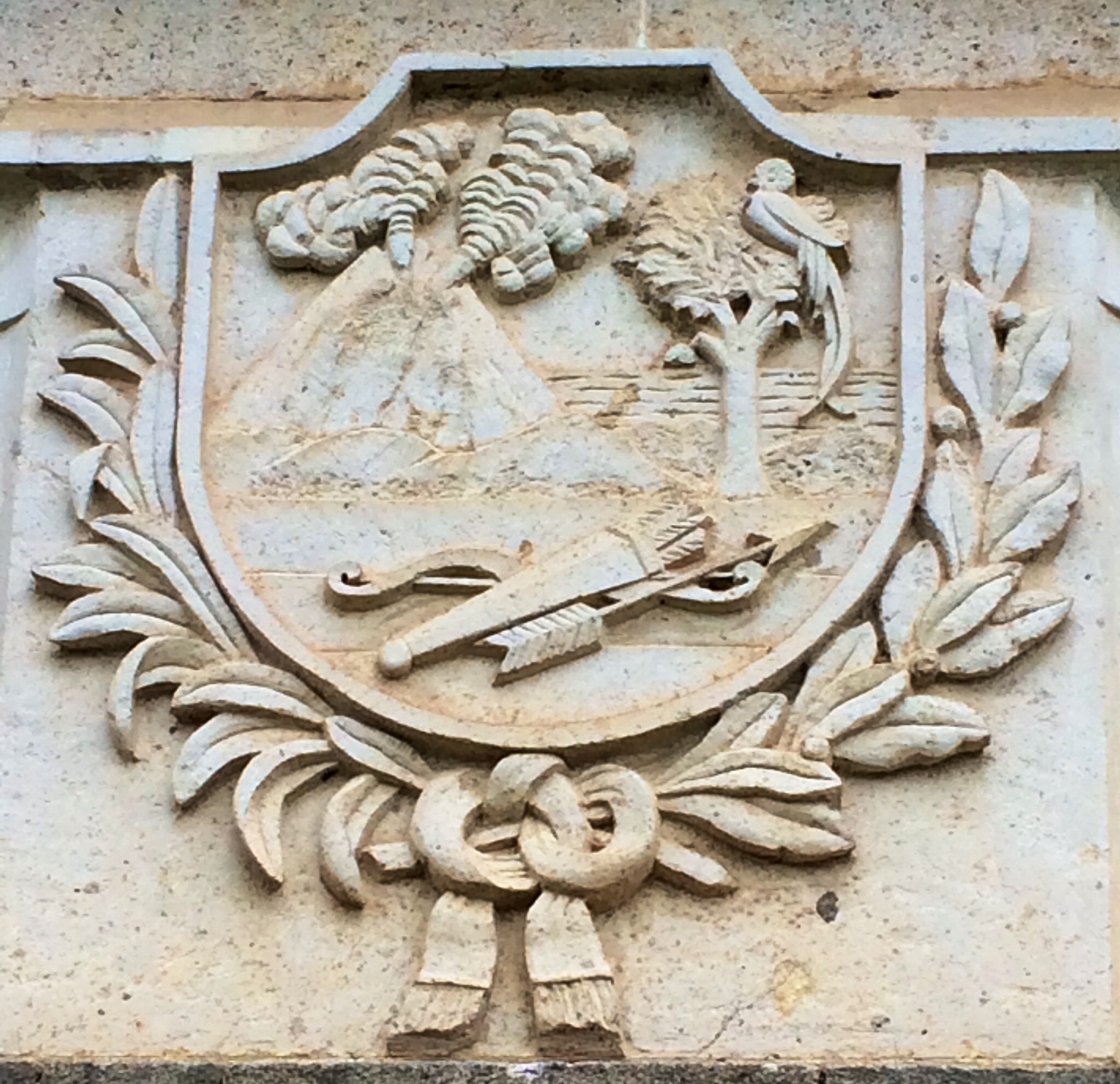
Escudo del Estado de los Altos

A partir del 3 de abril de 1838, San Juan Atitán fue parte de la región que formó el efímero Estado de Los Altos, el cual fue autorizado por el Congreso de la República Federal de Centro América el 25 de diciembre de ese año forzando a que el Estado de Guatemala se reorganizara en siete departamentos y dos distritos independientes el 12 de septiembre de 1839:
- Departamentos: Chimaltenango, Chiquimula, Escuintla, Guatemala, Mita, Sacatepéquez, y Verapaz
- Distritos: Izabal y Petén[15]

El 25 de enero de 1840 tras meses de tensión se produjo la guerra entre ambos estados, y el general Rafael Carrera venció a las fuerzas del general Agustín Guzmán e incluso apresó a este mientras que el general Doroteo Monterrosa venció a las fuerzas altenses del coronel Antonio Corzo el 28 de enero.  El gobierno quetzalteco colapsó entonces, pues aparte de las derrotas militares, los poblados indígenas abrazaron la causa conservadora de inmediato; al entrar a Quetzaltenango al frente de dos mil hombres, Carrera fue recibido por una gran multitud que lo saludaba como su «libertador».
Carrera impuso un régimen duro y hostil para los liberales altenses, pero bondadoso para los indígenas de la región —derogando el impuesto personal que les habían impuesto las autoridades altenses— y para los eclesiásticos restituyendo los privilegios de la religión católica. El 26 de febrero de 1840 el gobierno de Guatemala colocó a Los Altos bajo su autoridad y el 13 de agosto de nombró al corregidor de la región, el cual servía también como comandante general del ejército y superintendente.

### SigloXX
En el siglo xx sucedió otro fenómeno geológico en el mes de octubre del año 1970. Fueron hundimientos que afectaron gravemente al municipio agrietando varias casas y edificios como la escuela. Actualmente existen pruebas de lo ocurrido en ese año ya que varias casas e instalaciones tienen enormes grietas en sus paredes por la humedad que provocó el incidente.

## Lugares Turísticos/Lugares Montañosos
Los lugares más frecuentados por habitantes de la localidad y por visitantes extranjeros para realizar eventos religiosos o culturales son:
Twi' Wuq: colinda con San Rafael Pétzal, y era conocido anteriormente como la Aldea Santa Isabel. Es muy visitado por eventos religiosos.
Twi' B'ak: a 500 m después del caserío Nuevo San Juan en la ruta hacia Chejoj/Tuisquisal en San Sebastián Huehuetenango
Tuj Abrax: a 400 m después de Twi' B'ak, con vista al pueblo de Isquisal, en San Sebastián Huehuetenango. En el lugar se puede encontrar restos de un pueblo que estuvo asentado allí en la época precolombina. Por ignorancia de la población después del descubrimiento del lugar por algunos leñadores, las ruinas fueron vandalizadas por buscadores de tesoros que pretendían encontrar oro.  En el siglo xxi es un lugar muy utilizado para eventos religiosos.
Twi' Alj Witz : localidado al norte de la cabecera del municipio, es el lugar más visitado por visitantes extranjeros por la vista hacia todo el pueblo de San Juan Atitán.
Twi' Q'uq' : Se encuentra después Alj Witz, y es también muy visitado por su vista hacia el sur hacia San Marcos y hacia el volcán Tajumulco.
Twi' B'atx' : localizado después de Twi' Q'uq' es un lugar lejano pero aun así es muy visitado por sus piedras brillantes y porque es ideal para practicar andinismo.  Es parte de la sierra de los Cuchumatanes y colinda con Todos Santos Cuchumatán.
Twi' Xlach'e' : a 400 m después del caserío Sacchilaj en ruta a Cojtón, con vista al municipio de Santiago Chimaltenango y vista al oeste a todo el pueblo de San Juan Atitán.
Twi' Ma'tx: localizado del caserío Twi' chun, perteneciente a la aldea Tuismache, con vista al norte y centro a San Juan Atitán y vista al sur a Colotenango y otros lugares cercanos.

## Cultivos
La población cultiva Maíz, Frijol, y otras verduras como también siembra y cosecha el café que es uno de los productos que en los últimos años la población se ha centralizado en este cultivo. 